# Тернавка (Журавненська селищна громада)
Терна́вка — село в Україні, в Стрийському районі Львівської області. Населення становить 183 особи. Орган місцевого самоврядування - Журавненська селищна громада. 

## Політика

### Парламентські вибори, 2019
На позачергових парламентських виборах 2019 року у селі функціонувала окрема виборча дільниця № 460415, розташована у приміщенні народного дому.
Результати
- зареєстровано 105 виборців, явка 58,10 %, найбільше голосів віддано за «Європейську Солідарність» — 29,51 %, за «Слугу народу» — 22,95 %, за партію «Голос» — 18,03 %.[2] В одномандатному окрузі найбільше голосів отримав Андрій Кіт (самовисування) — 65,57 %, за Володимира Наконечного (Слуга народу) і Олега Канівця (Громадянська позиція) — по 9,84 %[3].

## Релігія

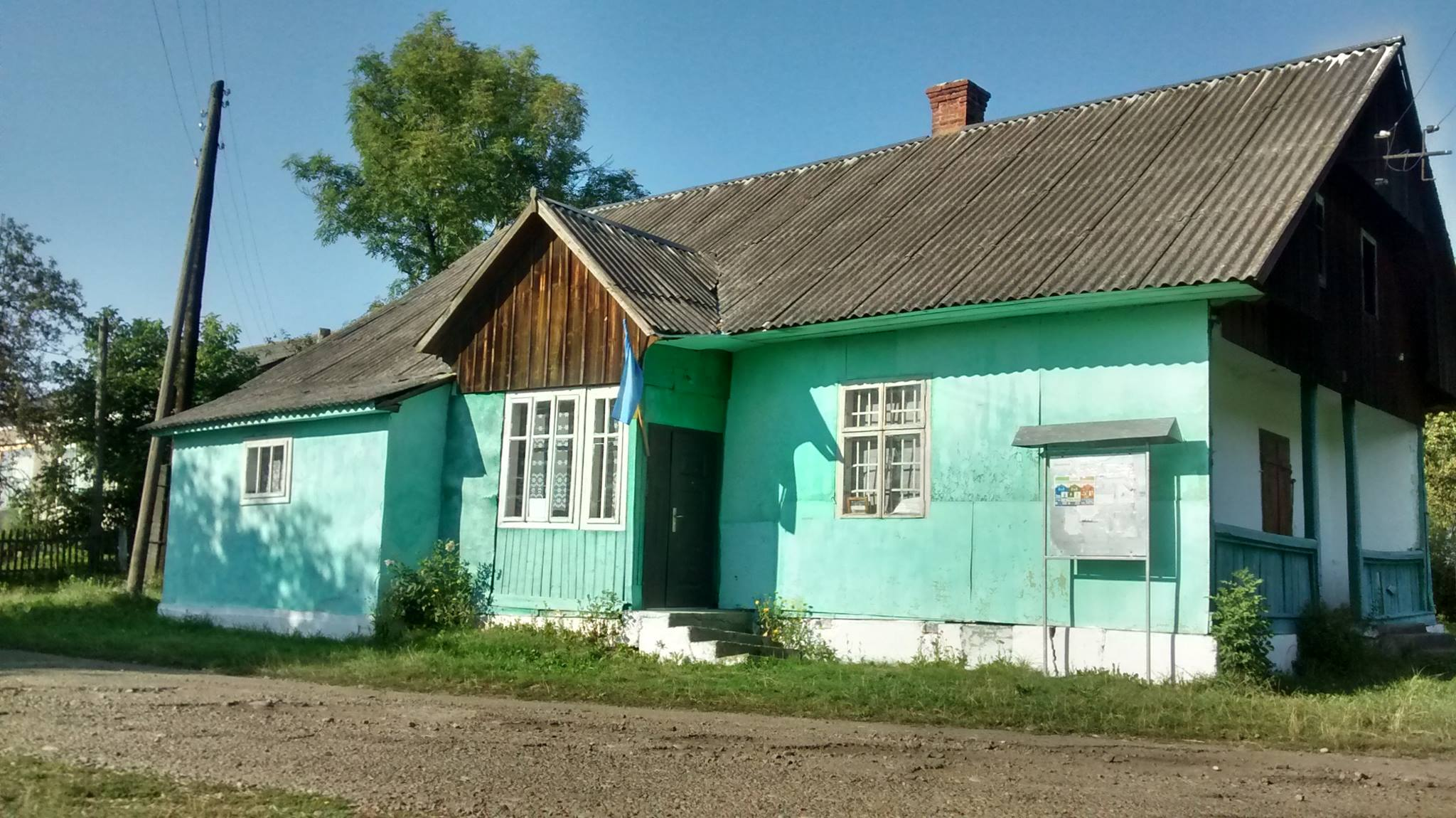
Будинок читальні “Просвіти” та кооператива “Час” в с. Тернавка

У Тернавці є дерев'яна церква Різдва Пр. Богородиці 1858.

## Персоналії
З с. Тернавка походив відомий громадський діяч української громади в Аргентині - Михайло Данилишин. Він започаткував збірку на потреби «Просвіти» в рідному селі. Будинок Народного дому "Просвіти", що збудований за участі внесків українців Аргентини збергіся у селі до наших днів. Збереглася хата, де мешкала родина Данилишиних та поховання батьків Михайла - Матвія Данилишина та Тетяни Кулик.